# Ніва-Бабіцька
Ніва-Бабіцька (пол. Niwa Babicka) — село в Польщі, у гміні Рики Рицького повіту Люблінського воєводства.
Населення — 383 особи (2011).

## Демографія
Демографічна структура станом на 31 березня 2011 року:
|          | Загалом | Допрацездатний вік | Працездатний вік | Постпрацездатний вік |
| -------- | ------- | ------------------ | ---------------- | -------------------- |
| Чоловіки | 190     | 30                 | 148              | 12                   |
| Жінки    | 193     | 27                 | 123              | 43                   |
| Разом    | 383     | 57                 | 271              | 55                   |